# Gerontologie

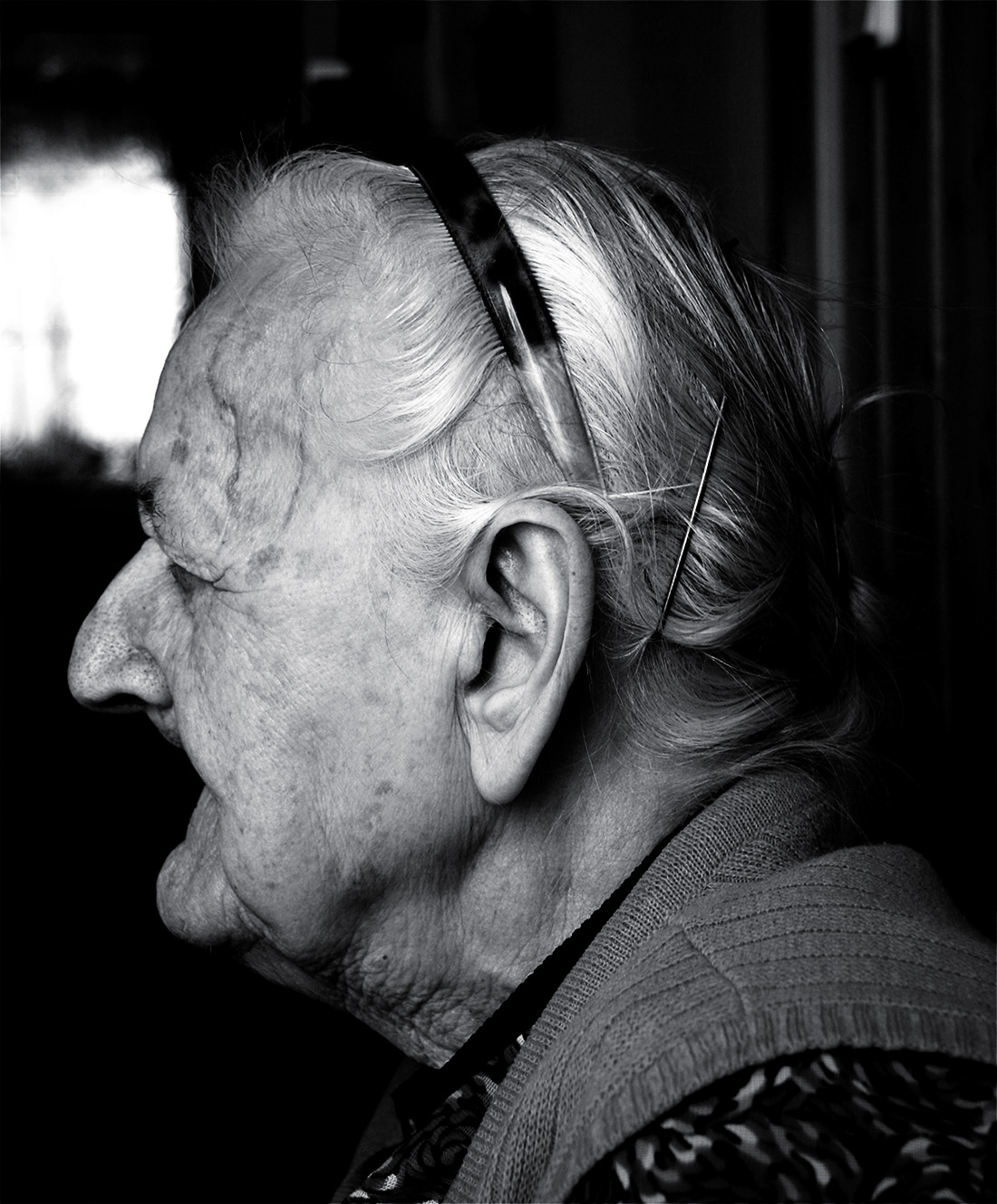
Profil eines gealterten Gesichts

Gerontologie (aus altgriechisch γέρων géron, deutsch ‚Greis‘, sowie λόγος lógos, deutsch ‚Lehre‘), auch Alterswissenschaft oder Alternswissenschaft genannt, ist die Wissenschaft vom Prozess des Alterns sowie des Alters als Lebensphase. Sie untersucht Alterungsvorgänge unter biologischen, medizinischen, psychologischen und sozialen Aspekten, und betrachtet die mit der Alterung verbundenen Phänomene, Probleme und Ressourcen.

## Definition
Die Gerontologie untersucht das Altsein und das Älterwerden und wird deshalb auch als Alters- und Alternswissenschaft bezeichnet. Sie erforscht die damit verbundenen Phänomene, Probleme und Ressourcen interdisziplinär und steht im Austausch mit verschiedenen Natur-, Human-, Sozial- und Geisteswissenschaften: „Gerontologie beschäftigt sich mit der Beschreibung, Erklärung und Modifikation von körperlichen, psychischen, sozialen, historischen und kulturellen Aspekten des Alterns und Alters, einschließlich der Analyse von alternsrelevanten und alternskonstituierenden Umwelten und sozialen Umwelten.“ Auch die aktuellen Probleme alter Menschen und der Sozialpolitik prägen die Forschungsfragen der Gerontologie.
Der Altersforscher Hans Franke definiert die Gerontologie als die Lehre vom Alterungsvorgang, die sich mit den Problemen des Alterns bei Mensch und Tier beschäftigt.
Geprägt hatte den Begriff in den 1880er Jahren der russische Immunologe Elias Metschnikoff, der sich erstmals naturwissenschaftlich mit dem Thema beschäftigt hatte.
In Österreich ist Gerontologie Bestandteil der Berufsausbildung in einigen Pflegeberufen; in Deutschland in der Altenpflege-Ausbildung ein dreistündiges Pflichtfach.

## Disziplinen
Zur Gerontologie zählen im erweiterten Sinne: Altenhilfe (Unterstützung älterer Menschen durch Institutionen), Alterssoziologie oder Gerontosoziologie (Erforschung soziologischer Aspekte), Biogerontologie (Erforschung der biologischen Ursachen), Demographie (Bevölkerungsentwicklung), Geriatrie (Forschung, Diagnose, Therapie und Rehabilitation von Krankheiten im Alter), Gerontopsychiatrie (Diagnose und Therapie psychischer Erkrankungen im Alter), Gerontopsychologie (Erforschung der psychologischen Aspekte), Gerontopsychotherapie (Seelische Unterstützung im Alter - siehe auch Hauptartikel Psychotherapie), Seniorenmanagement (Organisation des Alltags älterer Menschen), soziale Gerontologie (Erforschung der sozialen Aspekte) und praktische Theologie (theologische Deutung des Alterns).

## Aufgaben der Gerontologie
Die Gerontologie reflektiert den Wandel des Altersbildes in der Gesellschaft. Zielgruppe sind hierbei die allgemeine Öffentlichkeit, die Senioren selbst, beruflich mit Senioren befasste Gruppen und die Politik. Als Medium zwischen Universitäten und Allgemeinheit dienen Seniorentage und Kongresse. Zur gerontologischen Forschung zählen die Untersuchung der biologischen Grundlagen des Älterwerdens ebenso wie die Veränderung der sozialen Systeme. Sozialwissenschaften und Demographie bilden Nachbarwissenschaften der Gerontologie. Ziel der Gerontologie ist die Verknüpfung unterschiedlicher Fachbereiche wie Geriatrie, Gerontopsychiatrie, Altenpflege und Sozialarbeit zu einer eigenständigen wissenschaftlichen Disziplin. Es ist eine verstärkte Zuwendung zu pragmatischen Fragestellungen zu beobachten. Auch Disziplinen der Volkswirtschaftslehre bedienen etwa die Frage nach einer optimalen Ausgestaltung des Rentensystems. Wirtschaftswissenschaftliche Kenntnisse werden aufgrund der steigenden Managementorientierung des Bereiches in Zukunft zunehmen. Die Deutsche Bundesregierung hat bislang sieben Altenberichte veröffentlicht, welche die Situation alter Menschen untersuchen (1991 – 2016).

## Studien- und Fortbildungsmöglichkeiten
Im Zuge des Bologna-Prozesses wurden die alten Diplomstudiengänge (Diplom-Gerontologie, Diplom-Psychogerontologie) weitestgehend in Bachelor- und Masterstudiengänge umgewandelt. Aktuell besteht in Deutschland im Bereich der Gerontologie folgendes Studienangebot:

### Universitäten
- Technische Universität Dortmund[3]
- Friedrich-Alexander-Universität Erlangen-Nürnberg[4]
- Ruprecht-Karls-Universität Heidelberg[5]
- Universität Stuttgart[6]
- Universität Vechta[7]

### Hochschulen
- Hochschule Lausitz[8]
- Hochschule Zittau/Görlitz (B.Sc. Pflege)[9]
- Ev. Fachhochschule Ludwigshafen[10]
- Technische Hochschule Mannheim (Kontaktstudium Angewandte Gerontologie)
- Hochschule Zittau/Görlitz (Weiterbildungsstudiengang Soziale Gerontologie M.A.)
- Kolping Hochschule Gesundheit und Soziales[11]

In der Schweiz bieten mehrere Hochschulen MAS-, DAS- und CAS-Studiengänge (Master/Diploma/Certificate of Advanced Studies) in Gerontologie an. Höhere Fachschulen und weitere Bildungsanbieter organisieren spezifische Kurse. Eine Online-Suche nach den Angeboten ist bei der Schweizerischen Gesellschaft für Gerontologie (SGG•SSG) möglich.

## Wissenschaftliche Fachgesellschaften und Verbände (D-A-CH)
- Deutsche Gesellschaft für Gerontologie und Geriatrie (DGGG)
- Deutsche Gesellschaft für Geriatrie (DGG)
- Deutsche Gesellschaft für Gerontopsychiatrie und -psychotherapie (DGGPP)
- Deutsche Gesellschaft für zahnärztliche Prothetik und Werkstoffkunde (DGZPW)
- Deutsche Gesellschaft für Alterszahnmedizin (DGAZ)
- Deutsche AlternsWissenschaftliche Gesellschaft Vechta (DAWG)
- in Kooperation mit
  - Österreichische Gesellschaft für Geriatrie und Gerontologie (ÖGGG)
  - Schweizerische Gesellschaft für Gerontologie (SGG•SSG)
- weiterhin kooperierende Verbände sind:
  - Bundesarbeitsgemeinschaft der Klinisch-Geriatrischen Einrichtungen (BAG) e. V.
  - Bundesarbeitsgemeinschaft der Seniorenorganisationen (BAGSO) e. V.
  - Deutscher Verband für Physiotherapie - Zentralverband der Physiotherapeuten/Krankengymnasten (ZVK) e. V.

- Deutsche Gesellschaft für Alternsforschung (DGfA)
- Arbeitsgemeinschaft f. Neuropsychopharmakologie u. Pharmakopsychiatrie (AGNP)
- Arbeitskreis für Gerostomatologie e. V. (AKG)
- Interdisziplinäre Arbeitsgemeinschaft für Angewandte Gerontologie e. V. (IAAG)
- Forschungsgesellschaft für Gerontologie (FFG)
- Arbeitsgemeinschaft Geriatrie Bayern e. V.
- Geriatrie-Förderverein Mittelfranken e. V.
- Ärztliche Arbeitsgemeinschaft zur Förderung der Geriatrie in Bayern e. V. (AFGiB)
- Deutsche Gesellschaft für Hämatologie und Onkologie e. V. (DGHO)
- Arbeitskreis Geriatrische Onkologie der DGHO
- Deutsche Gesellschaft für Psychologie (DGPS)
- Sektion Alter(n) und Gesellschaft der Deutschen Gesellschaft für Soziologie (DGS)
- Zentrum Altern und Gesellschaft (ZAG)

## Gerontologie in den Medien
Unter dem Titel knowlAGE wurde 2020 der erste deutschsprachige Gerontologie-Podcast gegründet. KnowlAGE ist der Podcast rund um die Themen Alter(n) und Gesellschaft. In den Episoden werden aktuelle und zukünftig relevante Themen, die im Zusammenhang mit der Gestaltung der Gesellschaft des langen Lebens stehen, beleuchtet und Einblicke in die Vielfalt gerontologischer Handlungsfelder in Forschung, Wissenschaft und Praxis gegeben. Es werden sechs Folgen pro Jahr in unregelmäßigen Abständen veröffentlicht.